# Агроекосистем
Агроекосистеми су делови копна на којима човек гаји различите врсте културних биљака које користи у исхрани или их примењује у индустрији. Поред културних биљака у овим екосистемима увек живе и различите врсте дивљих биљака, животиња, гљива и микроорганизама. 
Агроекосистеми су настали на местима природних екосистема. Земљиште је обрађено, а на њега су посејане или посађене културе различитих биљака. У зависности од тога какве се културе гаје разликујемо поља, винограде и воћњаке. На пољима се гаје зељасте културе: кукуруз, сунцокрет, пасуљ, кромпир, парадајз, паприка, дуван, пшеница, раж, пиринач, овас, грашак, соја, сочиво, купус... У виноградима се гаје различите сорте винове лозе, а у воћњацима дрвенасте културе. 
Док у природним копненим екосистемима клима има пресудну улогу на формирање животних заједница, у агроекосистемима је човек најзначајнији еколошки фактор. Он бира која ће биљка бити основни произвођач хране у агроекосистему. Он наводњава или исушује земљиште у складу са потребама биљке коју гаји. Он недовољно плодно земљиште обрађује и обогаћује. Осетљиве биљке на мраз и хладноћу штити (у стакленику).

## Агробиоценоза
Огроман напор и трошкове које човек улаже да би са својих поља елиминисао све друге биљке и животиње и формира потпуно чисте монокултуре (поља на којима се гаји само једна биљна култура), готово да нема агроекосистема у коме поред културних биљака нема „непожељних” пратећих становника. Ипак, од једног дела тих „непожељних” становника човек има велику корист. 
„Штетни“ чланови агробиоценозе су: корови, паразити, биљоједи, инсекти, птице и глодари.
- Коровске биљке праве штету узимајући део простора, воде, минералних материја и светлост од културних биљака, чиме неминовно смањују укупну производњу. Ако се човек не бори против њих могу потпуно истиснути културне биљке из агроекосисема. Код нас најчешће коровске биљке су: кукољ, булка, паламида, пепељуга, штир, штавељ, граховица и чичак...
- Паразити су организми који живе на рачун других. То су најчешће гљиве, бактерије и вируси. Они изазивају заостајање у расту и развоју, смањују принос све до нестанка врсте. Најчешћи паразити на нашим културама су: житна рђа на пшеници, гарка на кукурузу и пламењача на виновој лози или јабуци...
- Инсекти се хране различитим деловима гајених биљака и производе велику штету. Штетни инсекти на нашим пољима су: кромпирова златица, житни бауљар, совица, ровац, биљне ваши, ларве гундеља...
- Глодари представљају праву напаст на житним пољима. То су: мишеви, волухарице, зечеви, хрчци...
- Птице које живе у јатима и хране се биљном храном понекад могу произвести штету у агроекосистемима. У нашим условима најбројнији су: чворци, гарци, јаребице и препелице. Међутим птице такође и уништавају остале штеточине (пре свега инсекте и глодаре), те је штета од њих много мања од користи - чворци се, на пример, хране и ровцима.

„Корисни“ чланови агробиоценозе – у агробиоцеозама живе или их редовно посећују и неке животиње од којих човек има велике користи.
- Глисте и други земљишни организми веома су корисни чланови агроекосистема. Копајући канале и хранећи се детритусом глисте обогаћују и проветравају земљиште, што позитивно делује на биљке које се гаје.
- Инсекти опрашивачи као што су пчеле, бумбари и лептирови не може се замислити ниједна биоценоза, јер без њих не би било ни корисних плодова.
- Инсекти месождери и птице певачице као што су осе, стршљени, бубамари, сенице и њихове ларве током једне године поједу огромну количину штетних инсеката, без њих би принос на пољима био изузетно мањи.
- Сове, птице грабљивице и лисице су најкориснији чланови агробиоценозе, јер у просеку поједу највише штетних чланова агробиоценозе.